# Río Eno
El río Eno (en alemán: Inn; retorromano En) es un río europeo, uno de los principales afluentes del río Danubio, que discurre por Suiza, Austria y Alemania. Tiene 517 km de longitud y drena una cuenca de 25 700 km².

## Geografía
El río Eno nace en los Alpes suizos, en el extremo oriental del cantón de los Grisones, en el agreste valle de la Engadina —zona a la que da en parte el nombre—, y tras cruzar la escotadura del Finstermünz, atraviesa la región austríaca del Tirol y su capital, Innsbruck, cuyo nombre significa literalmente «puente sobre el río Eno». Después de internarse en Alemania, donde recibe al río Salzach, su principal afluente, desemboca en el río Danubio a la altura de Passau.

### Afluentes
- Afluentes de la derecha (en orden descendente): Flaz, Spöl, Pitzbach, Ötztaler Ache, Melach, Sill, Ziller, Alpbach, Brixentaler Ache, Weißache, Kaiserbach, Sims, Murn, Alz, Salzach, Hartbach, Antiesen.
- Afluentes de la izquierda (en orden descendente): Sanna, Gurglbach, Höttinger Bach, Mühlauer Bach, Brandenberger Ache, Kieferbach, Auerbach, Kirchbach, Mangfall, Attel, Isen,

## Galería

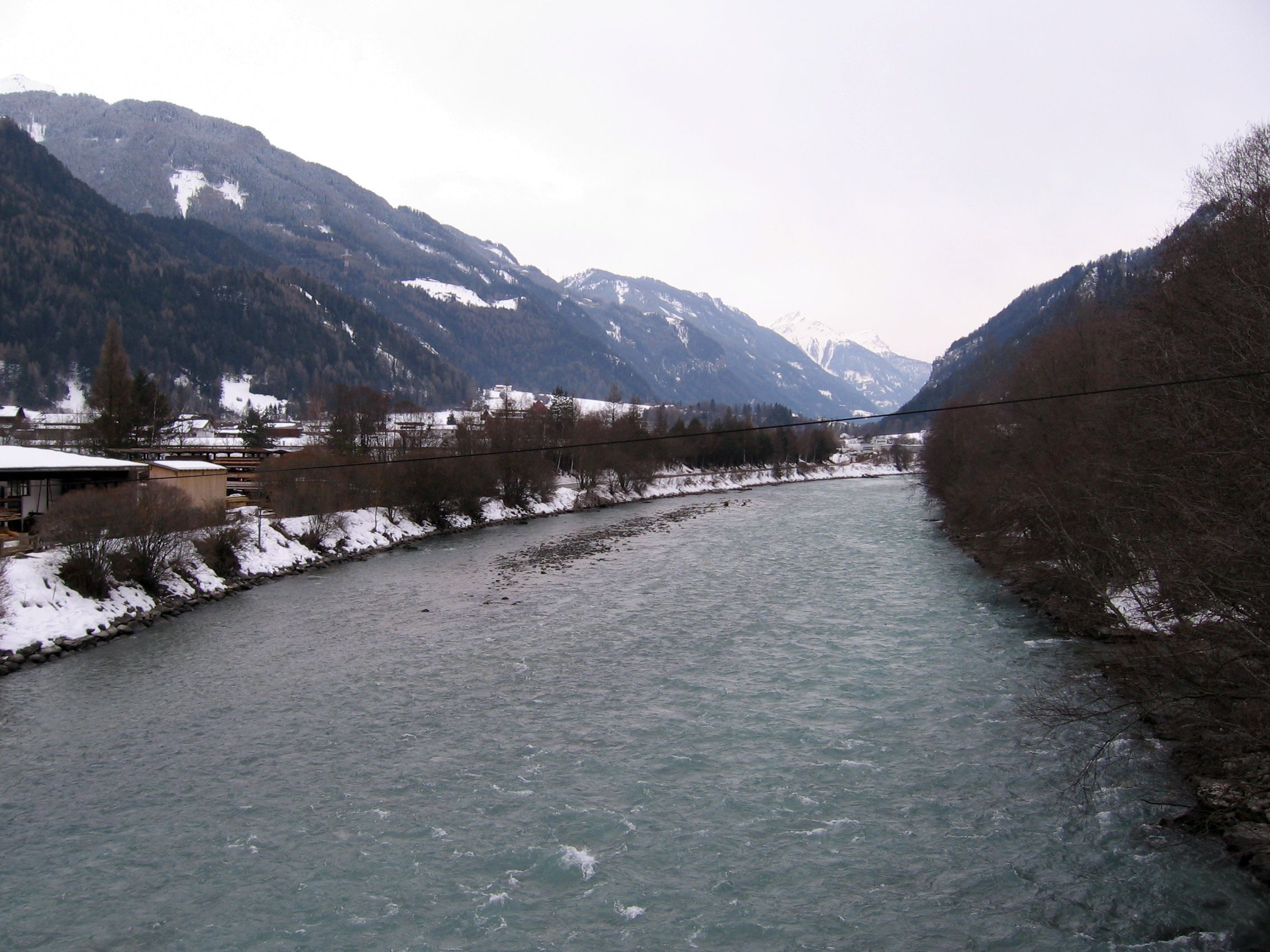
El Eno cerca de Ried.
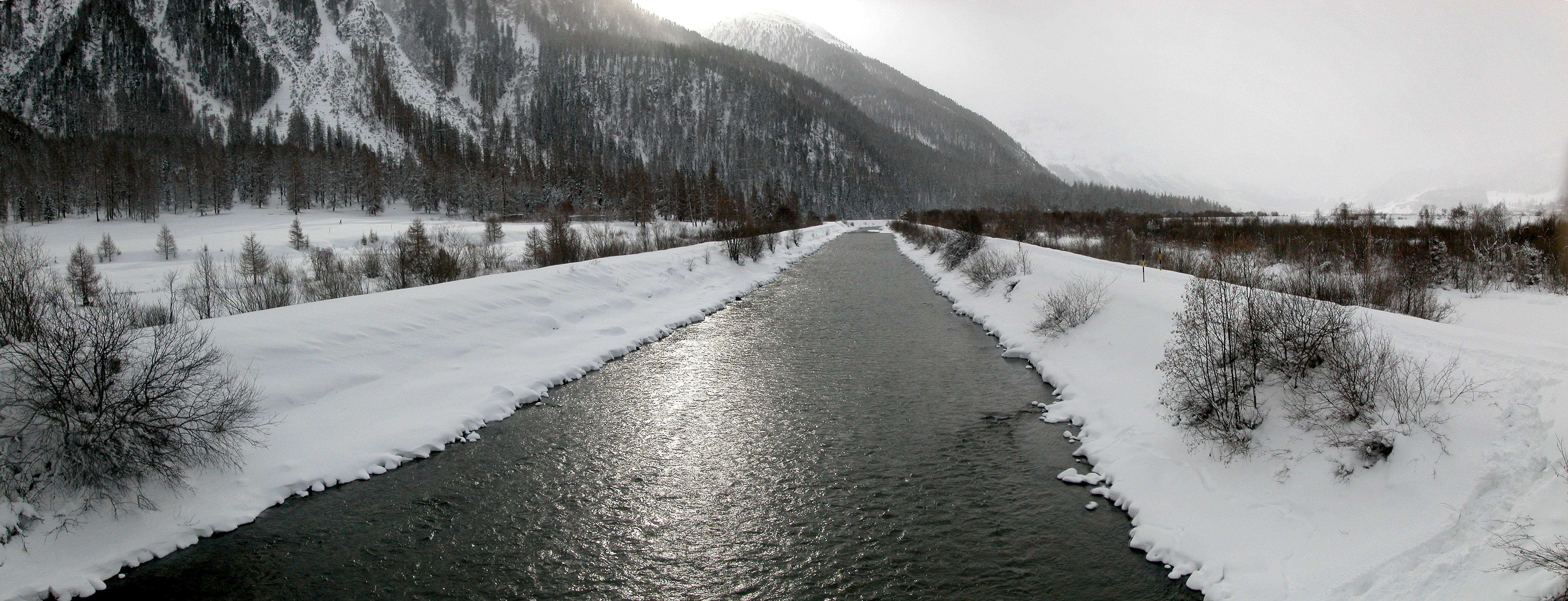
El Eno en Bever.
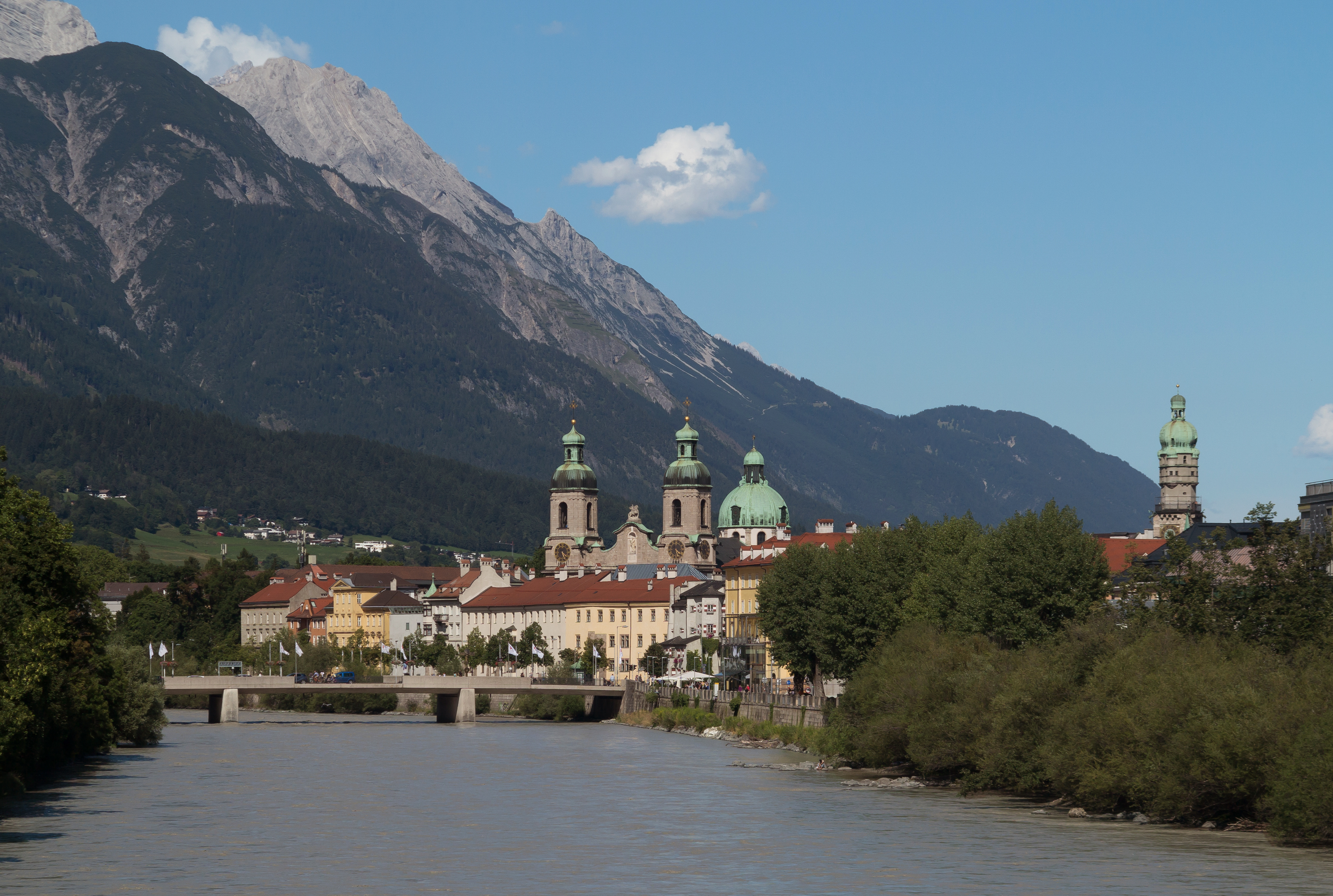
El Eno en Innsbruck
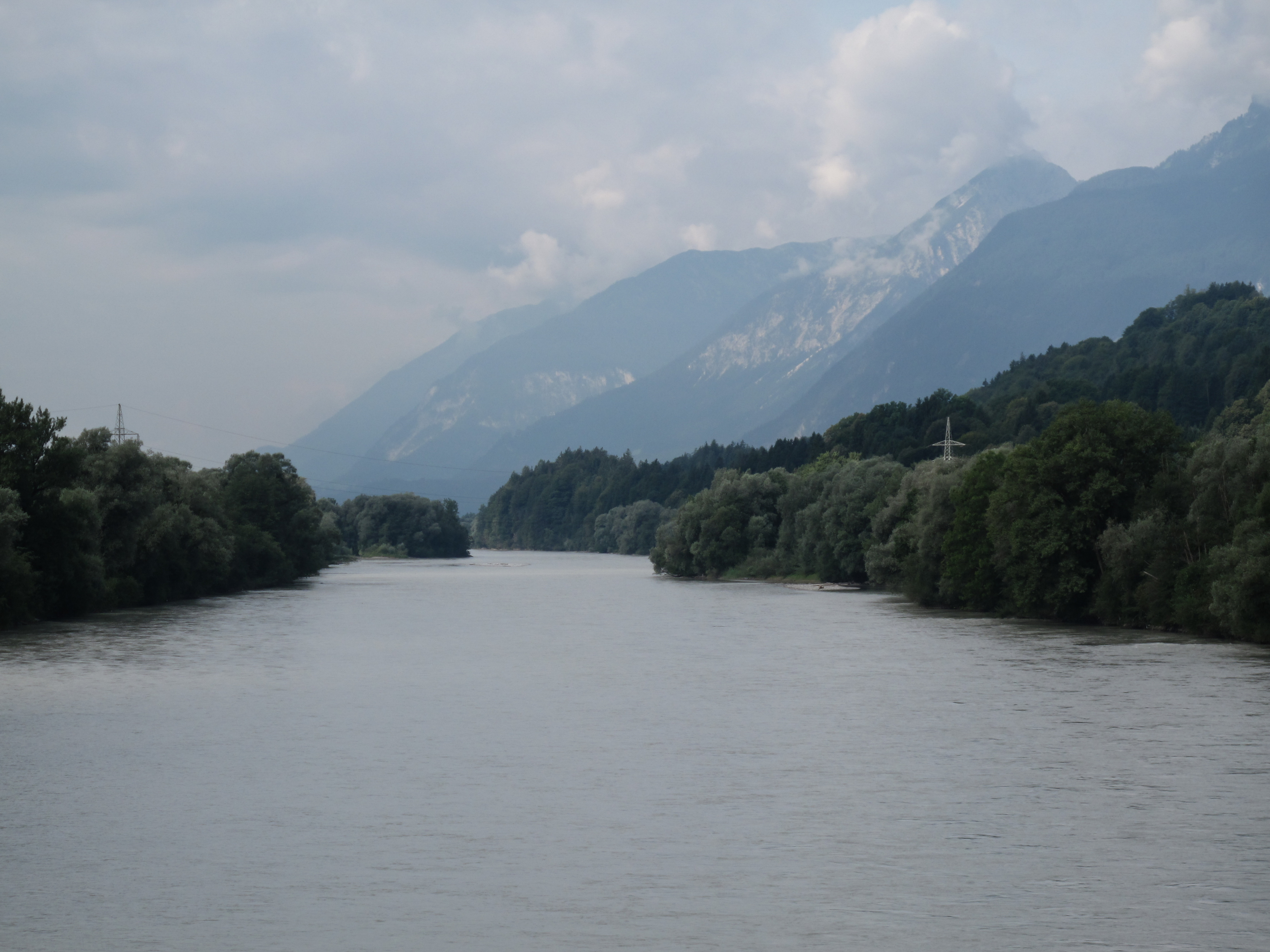
El Eno cerca Kundl
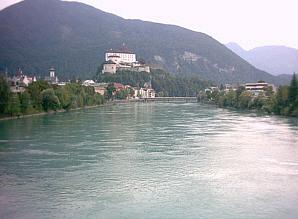
El Eno en Kufstein.